# Kerteminde Kommune (1970–2006)
| Strukturdaten       | Strukturdaten      |
| ------------------- | ------------------ |
| Sitz der Verwaltung | Kerteminde         |
| Fläche              | 143,12 km²         |
| Einwohner           | 11.011 (2006)      |
| Kommune seit 2007   | Kerteminde Kommune |
| Website             | www.kerteminde.dk  |

Kerteminde Kommune war bis Dezember 2006 eine dänische Kommune im damaligen Fyns Amt im Nordosten der Insel Fünen. Seit Januar 2007 ist sie zusammen mit den ehemaligen Kommunen Langeskov und Munkebo Teil der neuen Kerteminde Kommune.
Kerteminde Kommune entstand im Zuge der Verwaltungsreform von 1970 und umfasste folgende Sogn:
- Kerteminde Sogn (Stadt Kerteminde)
- Dalby Sogn (Landgemeinde Dalby)
- Drigstrup Sogn (Landgemeinde Drigstrup)
- Kølstrup Sogn (Landgemeinde Kølstrup)
- Mesinge Sogn (Landgemeinde Mesinge)
- Revninge Sogn (Landgemeinde Revninge)
- Rynkeby Sogn (Landgemeinde Rynkeby)
- Stubberup Sogn (Landgemeinde Stubberup)
- Viby Sogn (Landgemeinde Viby)